# Représentation sociale
La théorie des représentations sociales est centrale dans plusieurs domaines des sciences sociales. La théorie a été développée au tournant des années 1960 par Serge Moscovici. 
Denise Jodelet définit la représentation sociale comme « une forme de connaissance, socialement élaborée et partagée, ayant une visée pratique et concourant à la construction d'une réalité commune à un ensemble social ». Selon l'historien Roger Chartier, ces formes résultent de luttes de représentations et de « stratégies symboliques qui déterminent positions et relations et qui construisent, pour chaque classe, groupe ou milieu, un être-perçu constitutif de son identité ».

## Historique
(décembre 2018).
- Si vous ne connaissez pas le sujet, laissez ce bandeau (vous pouvez alors contacter les auteurs).
- Si vous supprimez le contenu mis en cause (vous pouvez préalablement contacter les auteurs),

argumentez précisément cette suppression dans la page de discussion
(un manque de référence n'est pas un argument ; une recherche réelle de référence doit avoir été effectuée, être formellement documentée).
En  1898, le sociologue Emile Durkheim propose le concept de représentations individuelles et représentations collectives dans un ouvrage. Cette théorie inspirera Serge Moscovici pour sa théorie des représentions sociales dans le champ de la psychologie sociale. 
Dans ses travaux de thèse en 1961,,,, Serge Moscovici explore l'arrivée de la psychanalyse en France et l'appropriation de ce nouvel objet par divers groupes sociaux et ses différentes médiatisations. Ainsi, il démontre le rôle des représentations sociales dans l'institution d'une réalité socialement partagée, dans l'orientation des communications et des conduites, leurs fonctions socio-cognitives dans l'intégration de la nouveauté, leur utilisation sociale,. Il montre également que les représentations sociales peuvent être étudiées globalement comme des contenus dont les dimensions (informations, valeurs, opinions…) sont coordonnées par un principe organisateur (attitude, normes…) ou de manière focalisée comme structures de savoir organisant l'ensemble des significations relatives à l'objet concerné. Cette deuxième approche est à mettre en parallèle au concept d'organisateur central élaboré par Solomon Asch en 1954 lors de ses recherches sur la formation des impressions.
À la suite de ces premiers travaux d'autres psychologues sociaux enrichissent le domaine. Tout d'abordDenise Jodelet en 1989 ajoute la dimension comportementale des représentations sociales en observant que les discordances entre discours et comportements sont sous-tendues par les représentations sociales,. Ensuite, Willem Doise en 1986 explore le "dynamisme social" des représentations sociales en supposant que leur contenu varie selon les groupes sociaux,. Enfin, Jean-Claude Abric en 1994 développe la théorie d'une structure des représentations sociales avec un noyau central autour duquel s'ajoute des éléments périphériques,.

## Définition
(décembre 2018).
- Si vous ne connaissez pas le sujet, laissez ce bandeau (vous pouvez alors contacter les auteurs).
- Si vous supprimez le contenu mis en cause (vous pouvez préalablement contacter les auteurs),

argumentez précisément cette suppression dans la page de discussion
(un manque de référence n'est pas un argument ; une recherche réelle de référence doit avoir été effectuée, être formellement documentée).
Plusieurs auteurs ont formulé des définitions rendant compte des différentes dimensions du concept de représentation sociale. Moscovici a  refusé de donner une définition précise des représentations sociales. 

### Définition de Denise Jodelet
Définition simple :
Les représentations sociales sont «une forme de connaissances socialement élaborée et partagée ayant une visée pratique et concourant à la construction d’une réalité commune à un ensemble social.».
Définition élargie :
« Le concept de représentation sociale désigne une forme de connaissance spécifique, le savoir de sens commun, dont les contenus manifestent l'opération de processus génératifs et fonctionnels socialement marqués. Plus largement, il désigne une forme de pensée sociale. Les représentations sociales sont des modalités de pensée pratique orientées vers la communication, la compréhension et la maîtrise de l'environnement social, matériel et idéal. En tant que telles, elles présentent des caractères spécifiques sur le plan de l'organisation des contenus, des opérations mentales et de la logique. Le marquage social des contenus ou des processus de représentation est à référer aux conditions et aux contextes dans lesquels émergent les représentations, aux communications par lesquelles elles circulent, aux fonctions qu'elles servent dans l'interaction avec le monde et les autres. ».

### Définition de Gustave Nicolas Fischer
« La représentation sociale est un processus, un statut cognitif, permettant d'appréhender les aspects de la vie ordinaire par un recadrage de nos propres conduites à l'intérieur des interactions sociales »

## Approches dans l'étude des représentations sociales
Il existe quatre approches majeures dans l'étude des représentations sociales.

### Approche sociogénétique
L'approche sociogénétique est l'approche fondatrice, mise au point par Moscovici. Elle s'intéresse principalement aux processus relatifs à l'émergence des représentations sociales.

#### Processus de formation des représentations sociales
Les représentations sont le produit de différents processus psychologiques d’intégration du réel. L’idée est de comprendre comment les groupes sociaux s’approprient la réalité. Moscovici, en 1976, distingue deux processus dans la formation et le fonctionnement des représentations sociales.
Tout d’abord, l’objectivation est l’élaboration des connaissances relatives à l’objet social. « Une double fonction imageante et structurante y est assurée » . C’est un processus où l’individu sélectionne les informations (Déconstruction sélective), sorties de leurs contextes. Il s’approprie, ensuite, les informations en fonction de son environnement propre (cultures, normes). Ces informations sont alors ensuite « schématisées » pour former le noyau figuratif de la représentation sociale. Ces éléments ont alors un rôle plus important et plus significatif par rapport à l’objet de la représentation sociale. En se généralisant de manière collective, cette schématisation de l'objet se substitue à la réalité même de l'objet ; ceci est rendu possible, car la représentation est cohérente et concrète. La naturalisation rend donc compte de l'utilisation de la représentation sociale dans la vie courante.
L'ancrage est une incorporation de ces éléments naturalisés, dans le système de connaissances et de valeurs du sujet. Il intervient en amont, en inscrivant l’objet de la représentation dans un réseau de significations afin que l’ensemble soit cohérent. En aval, l'ancrage a une valeur fonctionnelle. La représentation est donc utile pour interpréter et maîtriser son environnement. De plus, l’ancrage transcrit l’insertion sociale de la représentation et de l’individu par les groupes sociaux. « La dynamique d’une représentation fonctionne comme un tout : les processus d'objectivation et d'ancrage se combinent dans le mouvement de l’appropriation au réel, mais ils participent également à toute évolution ou transformation des représentations. » (Moscovici, 1976). 

### Approche structurale
L'approche structurale développée par Jean-Claude Abric décrit la structure et l'organisation des représentations. Selon Jean-Claude Abric,, la représentation sociale se structure en éléments organisateurs, stables et non négociables (formant le noyau de la représentation) autour duquel des éléments périphériques instables et négociables exercent le rôle de tampon à la réalité. Dans l'expérience qui lui permit d'avancer cette théorie, Abric mit à jour en exemple, les éléments nucléaires de la représentation sociale de l'Artisan : ces cinq éléments que sont « travailleur manuel », « amour du métier », « travail personnalisé », « travail de qualité » et « apprenti », sont dits non négociables du fait qu'ils constituent les éléments indispensables qu'un objet social doit comporter pour appartenir à cette représentation. Ainsi, un artisan qui ne présente pas un certain amour du métier, par exemple, ne peut être réellement considéré comme tel. De nombreux éléments plus instables peuvent caractériser l'objet social sans pour autant y être associé de manière systématique. De tels éléments « périphériques » permettent de classer aisément un objet social au sein de la représentation sociale - remplissant alors leur rôle facilitateur de gestion de la réalité sociale - tout en maintenant une certaine souplesse : l'objet social peut ou non présenter ces éléments sans que leur nature n'en soit fondamentalement affectée.
À l'inverse, une modification d'un des éléments du noyau, comme le montre Christian Guimelli (1985), aura pour effet de transformer radicalement la représentation.

### Approche sociodynamique
L'approche sociodynamique par Willem Doise se concentre s'intéressent aux liens qui entre les représentations sociales et les rapports sociaux. 

### Approche dialogique
L'approche dialogique par Ivana Marková porte sur le rôle de la communication dans l'élaboration des représentations sociales.

## Fonctions des représentations sociales
Les représentations sociales sont donc un processus permettant d’interpréter la réalité pour mieux l’intégrer. Ce processus trouve son origine dans les interactions des individus avec leur environnement aussi bien social que physique. Elles jouent donc « un rôle fondamental dans la dynamique des relations sociales et dans les pratiques » .
Pour Abric, les représentations sociales ont quatre fonctions :
- La fonction de savoir permettant de comprendre et d’expliquer la réalité. En effet, selon Moscovici, elles interviennent en aval de l’action ; l’individu acquiert des connaissances pratiques, il les intègre dans un cadre en cohérence avec son système cognitif et les valeurs auxquelles il adhère[6]. Ceci lui permet d’orienter et de justifier ses conduites en fonction des situations qu’il rencontre dans le réel. Les individus se réfèrent donc aux représentations sociales pour agir. Elles permettent aussi l’expression de l’échange social, ainsi que la transmission du « savoir de sens commun ».
- La fonction identitaire, qui place l’individu dans le champ social, permet, alors l’élaboration d’une identité sociale en adéquation avec le système de normes et de valeurs socialement élaborées. Par le processus de comparaison sociale, les individus vont tendre à rechercher une identité individuelle et commune satisfaisante.
- La fonction d’orientation est un « système d’anticipation des attentes ». La représentation sociale est donc un filtrage des informations qui s’exerce sur la réalité. La représentation précède donc l’action et la détermine. La représentation est donc « prescriptive » des comportements et conduites attendus par le groupe social. En ce sens, la représentation définit ce qui est « toléré, licite ou inacceptable en fonction du contexte social ».
- La fonction de justification permet à l’individu de légitimer ses décisions, actions et conduites à l’égard de leurs pairs, mais aussi d’autres groupes sociaux.

## Objet de représentations sociales
Selon Pascal Moliner, un objet ne peut servir de base à une représentation sociale que s'il respecte 5 critères :
- L'objet de la représentation sociale doit être polymorphe autrement dit complexe, car chaque point de vue est subjectif et donc propre à chacun.
- L'objet de la représentation doit être « partagé par les membres d'un groupe ». L'objet doit donner lieu à des échanges de la part de ce groupe.
- L'objet de la représentation doit être vecteur d'enjeux, premièrement individuels puis collectifs. Lorsque l'enjeu touche à l'identité du groupe, les individus mettent en place la survie de l'identité du groupe, en renforçant l'adéquation entre l'identité individuelle et celle du groupe, pour que le groupe existe en tant qu’entité sociale.
- Il faut qu'une dynamique soit possible. En d’autres termes, l'objet de la représentation doit avoir une valeur utilitaire (être utile) au groupe social. Il va permettre au groupe d’interagir avec d’autres, en plaçant l’objet au centre de l’interaction.
- Enfin, l'objet de la représentation doit être absent de toute orthodoxie. Autrement dit, il ne doit pas servir une idéologie, ou des systèmes scientifiques qui, d’après Moliner, « gèlent » le dynamisme de la représentation sociale. On en conclut que c’est donc en l'absence d'instances idéologiques, scientifiques, de contrôle que les représentations sociales peuvent émerger et évoluer.

## Représentations sociales: une clé d’interprétation du réel minimisant les coûts cognitifs
L’être humain est-il un être rationnel privilégiant la voie de la réflexion pour prendre en considération de manière pragmatique et holistique les différents stimuli auxquels il est confronté dans son environnement ou aurait il tendance à faire appel à ses représentations pour minimiser les efforts cognitifs?  
L’esprit humain a recours à un système de fonctionnement psychologique basé sur le mode intuitif et empirique, plus efficient sur le plan affectivo-cognitif, pour constituer la connaissance naïve. L’appel des représentations engendre une économie cognitive privilégiant la congruence psychologique loin des exigences de rationalité et de cohérence logique nécessitant un effort cognitif plus important.  Aussi une représentation sociale n’est pas la réalité, elle est une clé d’interprétation de la réalité. A ce titre Abric estime qu’une représentation sociale est à la fois le produit et le processus d’une activité mentale par laquelle un individu ou un groupe reconstitue le réel auquel il est confronté et lui attribue une signification spécifique. (Abric, 1987 p. 64) Elle n’est donc pas un simple reflet de la réalité : elle est une organisation signifiante .

### Ouvrages utilisés dans la rédaction de l'article
- Jean-Claude Abric, Pratiques sociales et représentations, Paris, PUF, coll. «  Psychologie sociale », 1994 (BNF 35707215).
- Denise Jodelet, Les représentations sociales, Presses universitaires de France, 2003 (ISBN 978-2-13-053765-6, DOI https://doi.org/10.3917/puf.jodel.2003.01).
- Denise Jodelet, Représentations sociales et mondes de vie, Paris, Éditions des Archives Contemporaines, coll. « Psychologie du social », 2015 (BNF 44345353).
- Pascal Moliner, Images et représentations sociales de la théorie des représentations à l’étude des images sociales (Vies sociales), Presses universitaires de Grenoble, coll. « Vies sociales », 1996 (BNF 35842855).
- Serge Moscovici, La psychanalyse, son image et son public : étude sur la représentation sociale de la psychanalyse, PUF, 1961 (BNF 33106074).
- Serge Moscovici, La psychologie sociale, PUF, coll. « Fondamental », 1984 (BNF 34771962).
- Serge Moscovici, Raison et cultures, Paris, Éditions de l'Ehess, coll. « Audiographie », 2012 (BNF 42757822).
- Serge Moscovici, Le scandale de la pensée sociale : textes inédits sur les représentations sociales, Paris, Éditions de l'Ehess, coll. «  Cas de figure », 2013 (BNF 44202171).
- Aline Valence, Les représentations sociales, Bruxelles, De Boeck, coll. « Le point sur. Psychologie », 2010 (BNF 42309999).

### Ouvrages complémentaires
- Abric, J.-C., & Guimelli, C. (1998). Représentations sociales et effets de contexte. Connexions, 72(2), 23–37.
- Aric, J.-C. (Éd.). 2003. Méthodes d’étude des représentations sociales. Paris, Erès.
- Breakwell, G. & D. Canter (Eds) 1993. Empirical Approaches to Social Representations. Oxford, Clarendon Press
- Chombart De Lawe, M.-J. 1971. Un monde autre : l’enfance. De ses représentations à son mythe. Paris, Payot.
- Deaux K. & G. Philogene (Eds.) 2001. Representations of the social. Oxford, Blackwell.
- Duveen, G., Lloyd, B. (Eds.) 1990. Social representations and the development of knowledge. Cambridge, Cambridge University Press.
- Doise, W., A. Clémence, F. Lorenzi-Cioldi 1992. Représentations sociales et analyses de données. Grenoble, PUG.
- Doise, W. 2001. Droits de l’homme et force des idées. Paris, PUF.
- Eyssartier, C., Joule, R.-V., & Guimelli, C. (2007). Effets comportementaux et cognitifs de l’engagement dans un acte préparatoire activant un élément central versus périphérique de la représentation du don d'organes. Psychologie Française, 52(4), 499–517.
- Flament, C. & Rouquette, M.-L. 2003. Anatomie des idées ordinaires: Comment étudier les représentations sociales. Paris, Armand Colin.
- Flament, C., Guimelli, C., & Abric, J. (2006). Effets de masquage dans l’expression d'une représentation sociale. Cahiers Internationaux de Psychologie Sociale, 69(1), 15–31.
- Farr, R., Moscovici, S. (Eds.) 1984. Social representations. Cambridge, Cambridge University Press.
- Flick, U. (Ed.). 1998. The Psychology of the Social. Cambridge, Cambridge University Press.
- Guimelli, C. 1994. Structures et transformations des représentations sociales. Neuchâtel: Delachaux et Niestlé.
- Guimelli, C. 1999, La pensée sociale. Paris, PUF.
- Guimelli, C. (1993a). Concerning the structure of social representations. Paper on Social Representation, 2(2), 85–92.
- Guimelli, C. (1993b). Locating the central core of social representations: Towards a method. European Journal of Social Psychology, 23(5), 555–559.
- Guimelli, C. (1995a). L’étude des représentations sociales. Psychologie Française, 40(4), 367–374.
- Guimelli, C. (1995b). Valence et structure des représentations sociales. Bulletin de Psychologie, 49(422), 58–72.
- Guimelli, C. (1998). Differenciation between the central core elements of social representations: normative versus functional elements. Swiss Journal of Psychology, 57(4), 209–224.
- Guimelli, C. (2002). Étude expérimentale du rôle de l’implication de soi dans les modalités de raisonnement intervenant dans le cadre des représentations sociales. Revue Internationale de Psychologie Sociale, 15(1), 129–161.
- Guimelli, C., & Abric, J.-C. (2007). La représentation sociale de la mondialisation : rôle de l’implication dans l'organisation des contenus représentationnels et des Jugements évaluatifs. Bulletin de Psychologie, 60(1), 49–58.
- Guimelli, C., & Deschamps, J.-C. (2000). Effets de contexte sur la production d’associations verbales. Le cas des représentations sociales des Gitans. Les Cahiers Internationaux de Psychologie Sociale, 47-48, 44–54.
- Guimelli, C., & Jacobi, D. (1990). Pratiques nouvelles et transformation des représentations sociales. Revue Internationale de Psychologie Sociale, 3(3), 307–334.
- Guimelli, C., & Rouquette, M.-L. (1992). Contribution du modèle associatif des schèmes cognitifs de base à l’analyse structurale des représentations sociales. Bulletin de Psychologie, 45(4-7), 196–202.
- Guimelli, C., & Rouquette, M.-L. (1993). Note sur la formalisation des schèmes étranges dans l’étude des représentations sociales. Les Cahiers Internationaux de Psychologie Sociale, 19, 43–48.
- Guimelli, C., & Rouquette, M.-L. (2004). Etude structurale de la relation d’antonymie entre deux objets de représentation sociale : la sécurité vs l'insécurité. Psychologie & Société, 7, 71–87.
- Haas, V. (Éd.) 2006. Les savoirs du quotidien. Transmissions, Appropriations, Représentations. Rennes, PUR.
- Herzlich, C. 1969/1992. Santé et maladie, analyse d’une représentation sociale. Paris, Éditions de l'Ehess.
- Jodelet, D. (Ed.), 1989. Les représentations sociales, Paris, PUF.
- Jodelet, D. 1989. Folies et représentations sociales. Paris, PUF.
- Jovchelovitch, S. 2007. Knowledge in context. Representations, community and culture. London, Routledge
- Kaës, R. 1968. Images de la culture chez les ouvriers français. Paris, Cujas.
- Kalampalikis, N. 2007. Les Grecs et le mythe d’Alexandre. Etude psychosociale d’un conflit symbolique à propos de la Macédoine. Paris, L’Harmattan
- Lahlou, S. 1998. Penser, manger. Paris, PUF.
- Lheureux, F., Rateau, P., & Guimelli, C. (2008). Hiérarchie structurale, conditionnalité et normativité des représentations sociales. Les Cahiers Internationaux de Psychologie Sociale, 77, 41–55.
- Lo Monaco, G., & Guimelli, C. (2008). Représentations sociales, pratique de consommation et niveau de connaissance : le cas du vin. Les Cahiers Internationaux de Psychologie Sociale, 78(2), 35–50.
- Lo Monaco, G., Rateau, P., & Guimelli, C. (2007). Nexus, représentations sociales et masquage des divergences intra et intergroupes. Bulletin De Psychologie, 60(6), 581–592.
- Markova, I. 2007. Dialogicité et représentations sociales. Paris, PUF.
- Moliner, P., Rateau, P., & Cohen-Scali, V. (2002). Les représentations sociales. Pratique des études de terrain. Rennes: Presses Universitaires de Rennes.
- Moliner, P., & Guimelli, C. (2015). Les représentations sociales. Fondements historiques et développements récents. Grenoble: Presses Universitaires de Grenoble.
- Monaco, G. Lo, Delouvée, S., & Rateau, P. (2016). Les représentations sociales. Théories, méthodes et applications. Bruxelles: De Boeck.
- Moscovici, S. 2000. Social Representations. Cambridge, Polity Press.
- Rateau, P., & Moliner, P. (2009). Représentations sociales et processus sociocognitifs. Rennes: Presses Universitaires de Rennes.
- Rouquette, M.-L. , 1997, La chasse à l’immigré. Violence, mémoire et représentations. Sprimont : Mardaga.
- Rouquette, M.-L. &  Rateau, P. 1998, Introduction à l'étude des représentations sociales. Grenoble, PUG.
- Rouquette, M.-L. (Ed.), 2009. La pensée sociale. Toulouse, Érès.
- Rouquette, M.-L., & Guimelli, C. (1995). Les canevas de raisonnement consécutifs à la mise en cause d’une représentation sociale - essai de formalisation et étude expérimentale. Les Cahiers Internationaux de Psychologie Sociale, 4(28), 32–43.
- Rouquette, M.-L. (1995a). La structure et le sens des représentations sociales : réponse à quelques questions d’A. Clémence. Papers on Social Representations, 6(1), 89–92.
- Rouquette, M.-L. (1995b). Remarques sur le statut ontologique des représentations sociales. Papers on Social Representations, 4(1), 1–5.
- Rouquette, M.-L. (1996). Social Representations and Mass Communication Research. Journal for the Theory of Social Behaviour, 26(2), 221–231. http://doi.org/10.1111/j.1468-5914.1996.tb00530.x
- Tafani, É., Marfaing, B., & Guimelli, C. (2006). Rôle de l’implication et des émotions dans le traitement et la diffusion d’un message : une approche expérimentale des rumeurs. Cahiers Internationaux de Psychologie Sociale, 70(1), 3–19.
- Wagner, W. & Hayes N. 2005. Everyday Discourse and Common Sense. The Theory of Social Representations. Hampshire, Palgrave.